# Záslužný řád Spolkové republiky Německo
Záslužný řád Spolkové republiky Německo (německy Verdienstorden der Bundesrepublik Deutschland) je jediné německé spolkové vyznamenání. Je propůjčován za významné činy v politické, hospodářské, kulturní, duchovní nebo veřejně prospěšné činnosti. V současnosti je udělován v devíti třídách. Všechny spolkové země vyjma Brém a Hamburku udělují také své záslužné kříže. Řád byl založen v roce 1951 výnosem tehdejšího spolkového prezidenta Theodora Heusse; výnos kontrasignovali kancléř Konrad Adenauer a spolkový ministr vnitra Robert Lehr.

## Čeští nositelé
- Přemysl Pitter (1973)
- Miloslav Vlk (1999)
- Václav Havel (2000)
- Pavel Tigrid (2000)
- František Černý (2001)
- Helena Faberová (2006)
- Karel Schwarzenberg (2008)
- Cyril Svoboda (2008)
- Jiří Brady (2013)
- Jindřich Forejt (2014)
- Rudolf Jindrák (2014)
- Miloš Zeman (2014)
- František Hýbl (2017)
- Petr Vokřál (2018)
- Tomáš Halík (2019)[1]
- Jaroslav Rudiš (2021)